# Holly Springs (Carolina del Nord)
Holly Springs és una població dels Estats Units a l'estat de Carolina del Nord. Segons el cens del 2008 tenia 20.870 habitants.

## Demografia
Segons el cens del 2000, Holly Springs tenia 9.192 habitants, 3.316 habitatges i 2.609 famílies. La densitat de població era de 473,8 habitants per km².
Dels 3.316 habitatges en un 45,7% hi vivien nens de menys de 18 anys, en un 68,1% hi vivien parelles casades, en un 8,5% dones solteres, i en un 21,3% no eren unitats familiars. En el 16,4% dels habitatges hi vivien persones soles el 2,1% de les quals corresponia a persones de 65 anys o més que vivien soles. El nombre mitjà de persones vivint en cada habitatge era de 2,77 i el nombre mitjà de persones que vivien en cada família era de 3,14.
Per edats la població es repartia de la següent manera: un 31,3% tenia menys de 18 anys, un 5% entre 18 i 24, un 45% entre 25 i 44, un 15,9% de 45 a 60 i un 2,8% 65 anys o més.
L'edat mediana era de 31 anys. Per cada 100 dones de 18 o més anys hi havia 93,4 homes.
La renda mediana per habitatge era de 69.550 $ i la renda mediana per família de 74.010 $. Els homes tenien una renda mediana de 52.275 $ mentre que les dones 32.396 $. La renda per capita de la població era de 28.580 $. Entorn del 3,3% de les famílies i el 4,8% de la població estaven per davall del llindar de pobresa.

## Poblacions més properes
El següent diagrama mostra les poblacions més properes.